# جسر ورسك

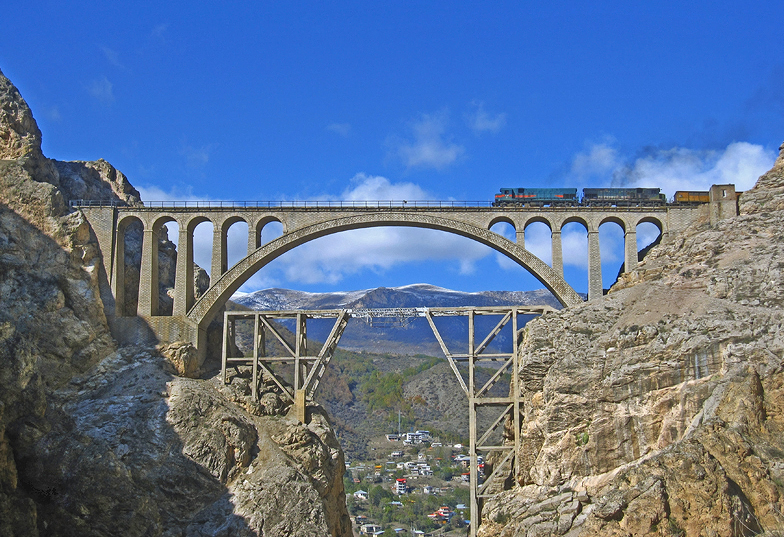
جسر ورسك

جسر ورسك جسر لسكك الحديد في شمال إيران في محافظة مازندران، يقع الجسر في أعلى قرية ورسك على سفح الجبل، في مقاطعة سواد كوه وتقع ضمن سلسلة جبال ألبرز في شمال إيران.

## تاريخ الجسر
جسر ورسك، هي إحدی مآثر السكك الحديدية الإيرانية، بنيت في عهد رضا شاه بهلوي، وتم افتتاح الجسر عام 1315 للسنة الشمسية، يقع الجسر في شعب بين جبلين من سلسلة جبال البرز، ويبعد عن طهران حوالي مائتين وخمسين كيلومتراً.
لقد تم بناء الجسر بيد مهندس المانى في عام 1936 للميلاد.

## سبب التسمية
«ورسك» اسم لقرية تقع إلی أسفل الجسر، لذلك سميت الجسر باسم «جسر ورسك»، مأثرة الجسر، لأنّه مبني بمواد البناء المعتادة مثل الإسمنت والرمل والآجر ويعلو مئة وعشرة أمتار عن قاع الوادي. ويمّر القطار من علی هذا الجسر حتى يومنا هذا.

## طول وعرض وارتفاع الجسر
يبلغ طول الجسر 86 متراُ، وارتفاع الجسر حولي 110 متراً، وعرضها 66 متراً، لقد تم بناء الجسر بالوسائل البدائية مايقارب ثمانون عاماً.

## معرض الصور

جسر ورسك